# Stabilimento Redaelli di Napoli
Lo stabilimento Redaelli è stato un impianto industriale di Napoli ubicato nel quartiere Vicaria.

## Storia
Sorse agli inizi del XX secolo su un'area di circa 25000 m² per iniziativa di Giuseppe Redaelli, industriale milanese, per la lavorazione e la trafilatura del ferro e dell'acciaio. La scelta di stabilire l'azienda alla Vicaria rispondeva ai bisogni del Piano di Risanamento sullo sviluppo economico del quartiere e dalla grande opportunità offerta dalla vicina ferrovia Alifana.
L'area è delimitata triangolarmente a sud da via Piazzola al Trivio, a nord da via Rampe del Campo, ad ovest da via Don Bosco e da via Arenaccia. La fabbrica visse il suo periodo migliore durante la prima guerra mondiale, a seguito della forte domanda di metalli da impiegare nella produzione bellica, cui seguì nel dopoguerra le difficoltà per la riconversione. Negli anni ottanta, a seguito della crisi globale dell'acciaio, l'azienda seguì le sorti di altre fabbriche partenopee con l'inesorabile dismissione degli impianti.

## Organizzazione
Oltre ai reparti per treno-lamiere, per la trafila e di laminazione, il complesso si compone di numerosi edifici adibiti a servizi per il personale: refettorio per operai e impiegati, gli uffici di gestione e contabilità con il padiglione medagliere, il padiglione pesa e lo spogliatoio delle guardie. Sono inoltre presenti gli uffici di direzione e, infine, il padiglione del laboratorio sperimentale.

## Servizio sociale di fabbrica
L'ex Radaelli fu anche l'ultimo dei complessi industriali a dotarsi di un servizio autonomo assistenziale. Due assistenti sociali, scelte tra neodiplomate della ex scuola del Consorzio Unsass in via Acton, si interessavano dei bisogni della famiglia dei lavoratori quali, ad es., fornire informazioni previdenziali, raccolta ed avviamento delle pratiche, orientamento professionale dei figli o eventuale invio in colonia, interventi in casi di emergenza.

## Prospettive sulla ex Redaelli
Nel 2008 il Comune di Napoli ha deciso avviare le procedure di recupero dell'ex complesso industriale mutandone la destinazione d'uso in area residenziale. Sono previsti, infatti, la costruzione di nuovi vani per un totale di 63500 m³, un fabbricato per attività artigianali di 11520 m³, un centro commerciale di 30460 m³, un parcheggio con box e stalli privati ed, infine, il recupero di alcuni padiglioni e la ciminiera ritenuti siti d'interesse archeo-industriale.
()
()
()